# Pseudodiaptomus curvilobatus
Pseudodiaptomus curvilobatus is een eenoogkreeftjessoort uit de familie van de Pseudodiaptomidae. De wetenschappelijke naam van de soort is voor het eerst geldig gepubliceerd in 1967 door Dang.